# Dicraeosaurus
 Dicraeosaurus  ist eine Gattung sauropoder Dinosaurier aus dem Oberjura (Tithonium) von Tansania (Ostafrika). Beschrieben wurde Dicraeosaurus von dem deutschen Dinosaurierforscher Werner Janensch.

## Beschreibung
Dicraeosaurus ist ein eher kleiner Sauropode (für Sauropoden-Standards) von etwa 13 m Länge. Wie alle Sauropoden bewegte sich das Tier auf allen vier Beinen fort (Quadrupedie) und besaß einen kleinen Schädel, langen Hals, massigen Körper und langen Schwanz. Allerdings ist der Hals von Dicraeosaurus im Vergleich zu anderen Sauropoden eher kurz. Der Schädel ähnelte dem von Diplodocus, war also langgestreckt, mit hoch auf dem Kopf liegenden Nasenöffnungen und auf das vordere Ende der Schnauze beschränkte Bezahnung. Die meisten Besonderheiten von Dicraeosaurus finden sich in der Wirbelsäule. In den Hals und Rückenwirbel sind die Dornfortsätze sehr hoch und gegabelt, zudem sind sie, im Gegensatz zu den meisten anderen Sauropoden, im Hals nach vorne inkliniert. Auf die Y-förmigen Dornfortsätze der Halswirbel bezieht sich auch der Name der Gattung, der sich mit „gegabelte Echse“ übersetzen lässt. Große Aushöhlungen in den Seiten der Wirbelkörper, sogenannte Pleurocoele, wie sie typisch für Sauropoden sind, fehlen fast völlig. Der Schwanz ist etwa ebenso lang wie der Rest des Körpers und endet in einer schlanken, peitschenartigen Spitze. Die Beine sind kräftig und säulenförmig und Dicraeosaurus war, wie alle Dinosaurier, ein Zehengänger.

## Systematik
Zwei Arten von Dicraeosaurus sind bekannt, D. hansemanni und D. sattleri. Dicraeosaurus ist die namensgebende Gattung der Familie Dicraeosauridae. Die Dicraeosauridae unterteilen sich in drei Gruppen innerhalb der Diplodocoidea die wiederum zu den Neosauropoda zählen. Gegenwärtig (Stand: 2019) sind sieben Dicraeosauriden-Arten aus dem Mitteljura Chinas (Lingwulong shenqui), dem Oberjura von Afrika (Dicraeosaurus), Nordamerika (Suuwassea emiliae) und Zentralpatagonien (Brachytrachelopan mesai) sowie der Unterkreide aus Nordpatagonien (Pilmatueia faundezi, Bajadasaurus pronuspinax und Amargasaurus cazaui) bekannt. Im Gegensatz zu ihrer Schwestergruppe, den Diplodociden, sind die Dicraeosauriden nach dem derzeitigen Kenntnisstand ganz auf die südliche Halbkugel (Gondwana) beschränkt.

## Fundort und Ökologie

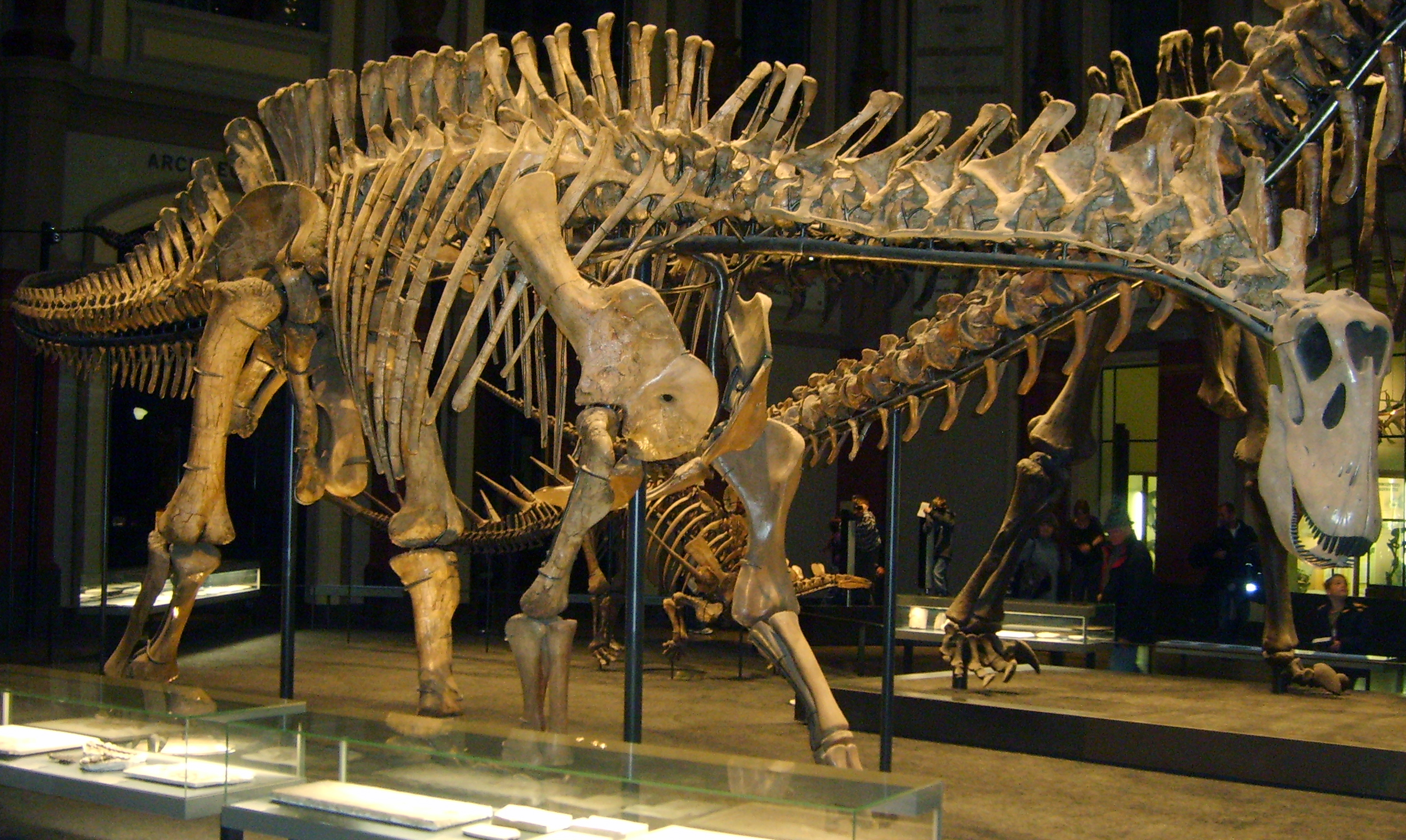
Moderne Skelettrekonstruktion von Dicraeosaurus hansemanni im Berliner Museum für Naturkunde mit durchgestreckten Beinen

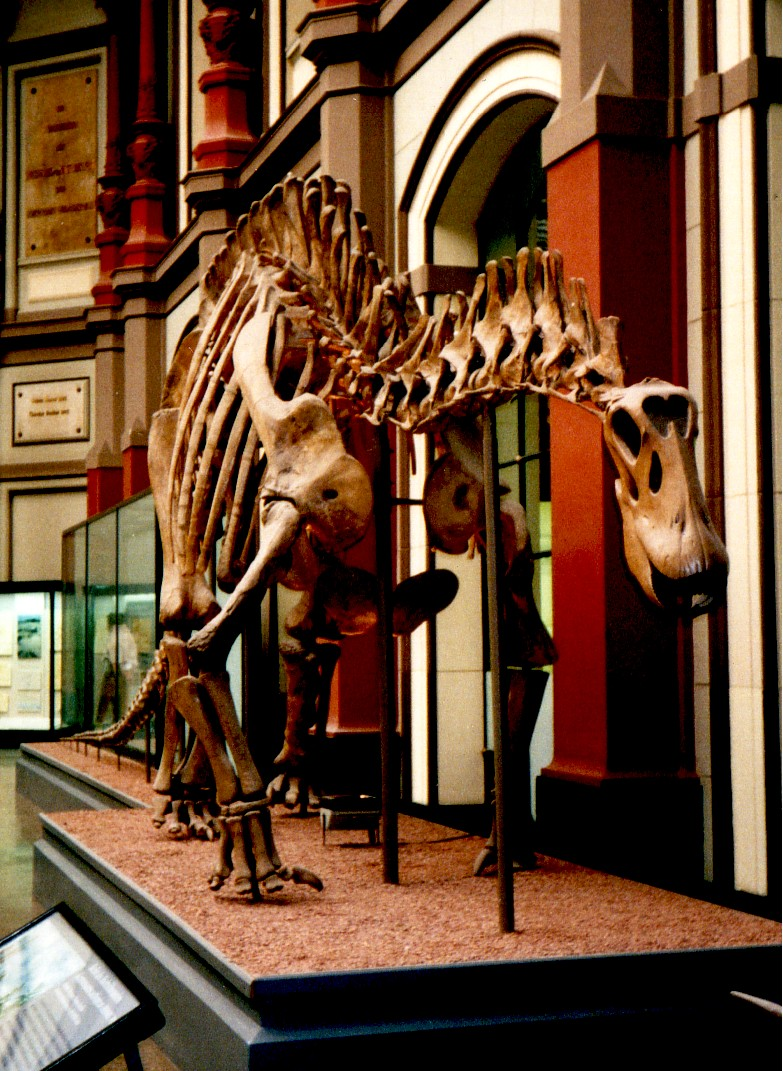
Veraltete Skelettrekonstruktion von Dicraeosaurus hansemanni im Berliner Museum für Naturkunde mit angewinkelten Beinen

Dicraeosaurus stammt aus der berühmten Fundstelle Tendaguru in Tansania und wurde während der Deutschen Tendaguru-Expeditionen von 1909 bis 1913 gefunden. In Tendaguru lassen sich drei verschiedene Schichten unterscheiden, in denen Dinosaurier vorkommen und die etwas unterschiedlichen Alters sind, der Untere, Mittlere und Obere Sauriermergel. Die beiden Arten von Dicraeosaurus lebten somit nicht zusammen, sondern kamen in unterschiedlichen Schichten vor, Dicraeosaurus hansemanni im Unteren sowie Mittleren (Oxfordium und Kimmeridgium) und Dicraeosaurus sattleri im Oberen Sauriermergel (Tithonium). Der Fundort am Tendaguru repräsentiert eine Gezeitenzone an der Küste und somit vermutlich nicht den eigentlichen Lebensraum von Dicraeosaurus, der eher im Hinterland zu suchen ist.
Wie alle Sauropoden war auch Dicraeosaurus ein Pflanzenfresser. Zusammen mit Dicraeosaurus wurden andere Arten von Sauropoden gefunden, darunter Giraffatitan, Tornieria und, im oberen Sauriermergel, Janenschia. Weitere Pflanzenfresser im Ökosystem von Tendaguru waren der Ornithopode Dysalotosaurus und der Stegosaurier Kentrosaurus (auch Kentrurosaurus genannt). Somit mussten sich die verschiedenen Pflanzenfresser spezialisieren, und Dicraeosaurus und die Dicraeosauriden insgesamt scheinen auf das Abweiden niedriger Vegetation spezialisiert gewesen zu sein.